# Diego García de Moguer
Diego García de Moguer (Moguer, 1484 – Oceano Indiano, 1544) è stato un esploratore e marinaio spagnolo.

## Biografia
Partecipò alla spedizione di Magellano ed Elcano che fece per la prima volta il giro del mondo tra il 1519 e il 1522.
Il 15 gennaio 1526 salpò da La Coruña a comando di una spedizione di tre navi, finanziato dai mercanti per trovare la rotta delle spezie, a seguito della sconfitta di Elcano e passando attraverso lo Stretto di Magellano. Lungo la strada, nel febbraio 1528, si fermò per esplorare la zona del Río de la Plata. Navigando il fiume Paraná nel mese di aprile, scoprì improvvisamente il forte di Sancti Spiritu. Sconvolto e indignato, ordinò al capitano Caro (nominato da Sebastián Caboto), di abbandonare il posto, dal momento che la conquista apparteneva solo a lui essendo stato incaricato dalla Spagna di esplorare quelle terre. Tuttavia, vinto dalle richieste di Caro e del suo popolo perché prestasse aiuto a Caboto, García navigò le acque tra quelle che oggi sono le città di Goya e Bella Vista e incontrò il pilota veneziano, che lo costrinse a cooperare nella ricerca de La Sierra de la Plata; insieme esplorarono il fiume Pilcomayo per poi proseguire in direzione dello stretto.
In tutto questo, in Sancti Spiritu, gli spagnoli trascurarono la difesa del forte e, nel settembre del 1529, prima dell'alba, gli indigeni presero d'assalto la fortezza. Sebastián Caboto e Diego García de Moguer si trovavano a quel tempo nell'insediamento di San Salvador, preparando uomini e imbarcazioni, e non sapevano nulla di ciò che stava succedendo in Sancti Spiritu, fino a quando videro arrivare Gregorio Caro con i sopravvissuti e la terribile notizia della distruzione del forte. Caboto e García si diressero immediatamente al forte cercando di salvare i propri uomini. Nei dintorni di Sancti Spiritu trovarono alcuni cadaveri completamente mutilati; i brigantini affondati, le stive saccheggiate e bruciate. Solo due cannoni rimasero come testimoni della prima fortezza eretta in Argentina.
Il 24 agosto 1534 si recò nuovamente alla caravella Concepción fino al Río de la Plata, passando per l'isola di Santiago di Capo Verde e poi per il Brasile, dove scese per l'estuario dei fiumi Uruguay e Paraná e fondò il primo insediamento della città di Santa Maria del Buen Aire (attuale Buenos Aires). Tornò poi in Spagna.
In una successiva esplorazione portoghese nel 1544, scoprì (o riscoprì) l'arcipelago Chagos. La più grande delle isole, Diego Garcia, potrebbe aver ricevuto il suo nome, anche se potrebbe anche derivare da una traslitterazione europea e britannica, dato che nelle mappe antiche veniva anche chiamata isola de Don Gracia (o Don García de Noronha) e Deo Gracias. Morì nel viaggio di ritorno in mezzo all'Oceano Indiano, al largo delle coste sudafricane.